# جیمی لولینگ
جیمی لولینگ (زاده ۲۶ فوریه ۲۰۰۱) بازیکن فوتبال آلمانی است که به عنوان هافبک در باشگاه اشتوتگارت و بوندس‌لیگا بازی می‌کند.

## دوران باشگاهی
لولینگ اولین بازی حرفه‌ای خود را برای گروتر فورث در بوندس‌لیگا ۲ و در تاریخ ۲۸ ژوئیه ۲۰۱۹ انجام داد، او به عنوان یار تعویضی در دقیقه ۸۵ جایگزین توبیاس موهر در بازی خانگی مقابل ارتسگبیرگ آئو شد که بازی با نتیجه باخت ۰–۲ به پایان رسید.
وی همچنین در یونیون برلین نیز سابقه حضور دارد.

## بازی‌های ملی
لولینگ که در آلمان به دنیا آمده، اصالتاً غنائی است. او در اکتبر ۲۰۲۰ از سوی تیم ملی فوتبال غنا برای بازی‌های ملی دعوت شد اما پاسخی به این دعوت نداد.
در 14 اکتبر 2024 اولین بازی رسمی خود با لباس تیم ملی آلمان را انجام داد و توانست اولین گل ملی خود در اولین بازی اش مقابل هلند در جام ملتهای اروپا به ثمر برساند .